# Тамамес
Тамамес (ісп. Tamames) — муніципалітет в Іспанії, у складі автономної спільноти Кастилія-і-Леон, у провінції Саламанка. Населення — 971 особа (2010).
Муніципалітет розташований на відстані близько 200 км на захід від Мадрида, 50 км на південний захід від Саламанки.
На території муніципалітету розташовані такі населені пункти: (дані про населення за 2010 рік)
- Авілілья-де-ла-Сьєрра: 7 осіб
- Монте-Льєн: 4 особи
- Педраса: 1 особа
- Сервандес: 0 осіб
- Тамамес: 959 осіб

## Демографія
Динаміка населення (INE ):

## Зовнішні посилання
- Муніципальна рада [Архівовано 9 лютого 2021 у Wayback Machine.]
- Провінційна рада Саламанки: індекс муніципалітетів [Архівовано 23 квітня 2009 у Wayback Machine.]
- Посилання на Google Maps